# Амадок (нос)
Вижте пояснителната страница за други значения на Амадок.
Нос Амадок (на английски: Amadok Point) е свободен от лед морски нос на южния бряг на остров Ливингстън, Южни Шетландски острови, Антарктида
Вдава се на 400 m на югозапад в пролива Брансфийлд. Разположен е на 2 km северозападно от нос Елефънт и 1,8 km югоизточно от нунатака Кларк.
Районът е посещаван от ловци на тюлени през XIX век.
Наименуван на тракийския владетел Амадок I (415 – 384 пр.н.е.). Името е официално дадено на 4 ноември 2005 г.
Британско картографиране от 1968 г., испанско от 1991 г., българско от 2005 г. и 2009 г.

## Карти
- Península Byers, Isla Livingston Архив на оригинала от 2013-11-09 в Wayback Machine.. Mapa topográfico a escala 1:25000. Madrid: Servicio Geográfico del Ejército, 1992.
- L.L. Ivanov et al, Antarctica: Livingston Island, South Shetland Islands (from English Strait to Morton Strait, with illustrations and ice-cover distribution), 1:100000 scale topographic map, Antarctic Place-names Commission of Bulgaria, Sofia, 2005
- Л. Иванов. Антарктика: Остров Ливингстън и острови Гринуич, Робърт, Сноу и Смит. Топографска карта в мащаб 1:120000. Троян: Фондация Манфред Вьорнер, 2009. ISBN 978-954-92032-4-0
- Л. Иванов. Карта на остров Ливингстън. В: Иванов, Л. и Н. Иванова. Антарктика: Природа, история, усвояване, географски имена и българско участие. София: Фондация Манфред Вьорнер, 2014. с. 18 – 19. ISBN 978-619-90008-1-6